# Józef Osławski

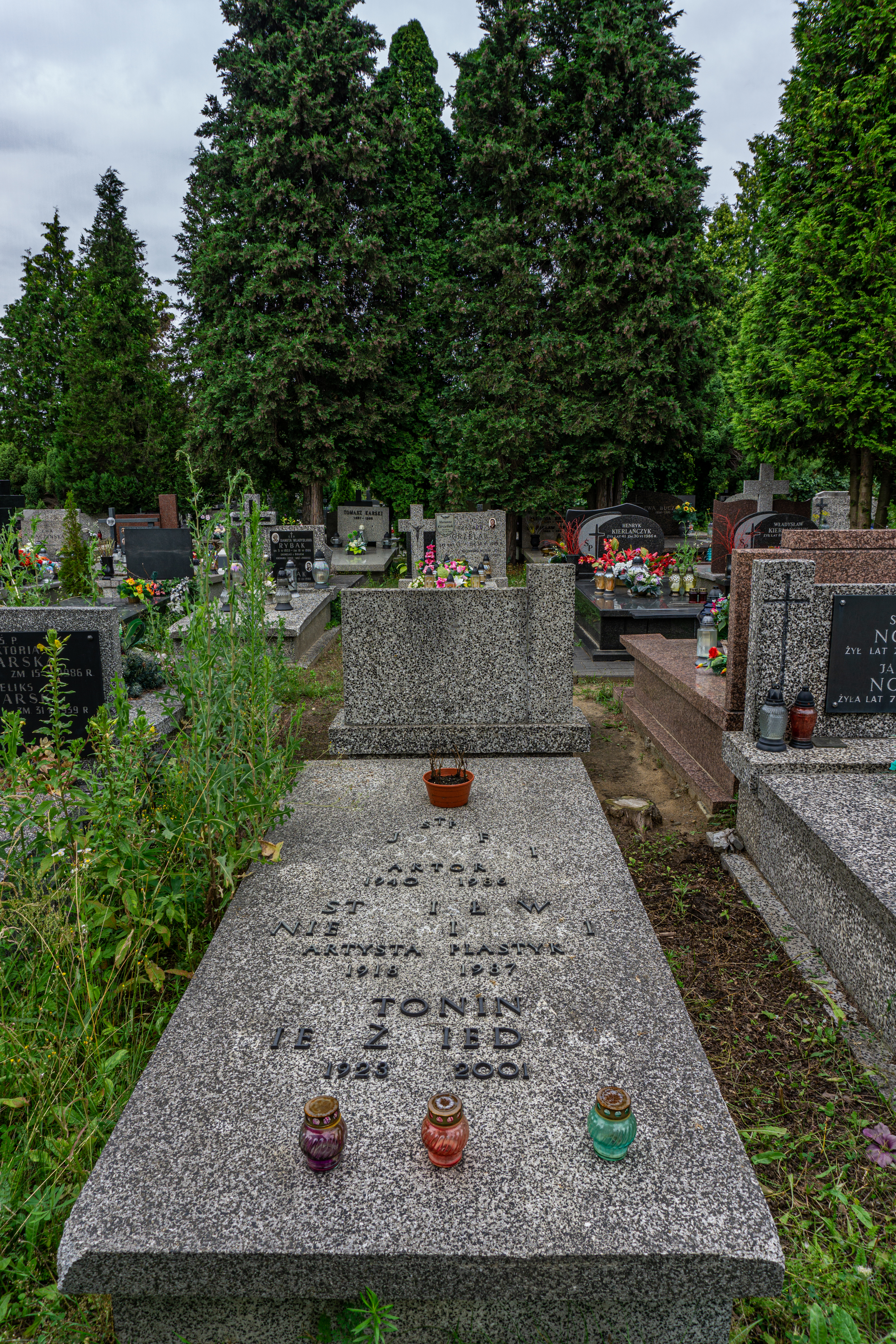
Grób Józefa Osławskiego na cmentarzu Komunalnym Północnym w Warszawie

Józef Osławski (ur. 5 kwietnia 1940 w Krakowie, zm. 4 października 1986 w Opolu) – polski aktor teatralny, filmowy i telewizyjny.

## Życiorys
W 1965 ukończył studia na Wydziale Aktorskim PWST w Krakowie. W latach 1965–1968 występował na deskach Teatru im. Juliusza Słowackiego w Krakowie, a następnie na scenach warszawskich: Teatru Polskiego (1968–1971), Teatru Studio (1971–1972), Teatru Komedia (1972–1975) i Teatru Nowego (1974–1977). W latach 1977–1981 oraz 1984–1985 grał w Teatrze Dramatycznym w Elblągu, w sezonie 1981/82 w Teatrze Ludowym w Nowej Hucie, a w latach 1982–1984 w Teatrze Rozmaitości w Warszawie. Od sezonu 1985/86 był aktorem Teatru Dramatycznego im. Jana Kochanowskiego w Opolu.
Występował również w Teatrze Telewizji, m.in. w spektaklach: Pani Bovary Gustawa Flauberta w reż. Olgi Lipińskiej jako Hipolit (1972), Wszystko dobre, co się dobrze kończy Williama Szekspira w reż. Edwarda Dziewońskiego jako pan francuski (1974) oraz w spektaklu Akcja „Szarotka” Andrzeja Zakrzewskiego (1977) i Jubileusz Edwarda Redlińskiego w reż. Franciszka Trzeciaka (1983).
Zmarł 4 października 1986 w Opolu. Został pochowany na Cmentarzu Komunalnym Północnym na Wólce Węglowej w Warszawie (kwatera W-III-5-10-15).

## Filmografia
- Stawka większa niż życie (serial telewizyjny) (1968)
  - odc. 10. W imieniu Rzeczypospolitej – tajniak w restauracji
  - odc. 16. Akcja „Liść dębu” – oficer przy transporterze mówiący o rozstrzelaniu spadochroniarzy
- Nie lubię poniedziałku (1971) – asystent dyrektora „Maszynohurtu"
- Pójdziesz ponad sadem (1974) – Józek Bieniak, brat Franka
- Dyrektorzy (serial telewizyjny) (1975)
  - odc. 5. Pełniący obowiązki
  - odc. 6. Ryzykant
- Brunet wieczorową porą (1976) – taksówkarz
- Dźwig (1976) – dźwigowy Tarsa
- Latarnik (1976) – dostawca
- Kapitan z „Oriona” (1977) – rybak
- Pasja (1977)
- Zakręt (1977) – pilot helikoptera
- Blisko, coraz bliżej (serial telewizyjny) (1982–1986)
  - odc. 9. Stąd mój ród. Rok 1920
  - odc. 10. Witajcie w domu. Rok 1921/22
  - odc. 11. U Pasterników wesele. Rok 1926
- Katastrofa w Gibraltarze (1983)
- Na odsiecz Wiedniowi (1983) – margrabia Herman Badeński, prezes nadwornej Rady Wojennej
- Pan na Żuławach (serial telewizyjny) (1984)
  - odc. 2. Smak ziemi
  - odc. 5. Dzień jak co dzień
  - odc. 6. Gdzie jest mój ojciec?

## Nagrody i wyróżnienia
- Wyróżnienie na XXII Festiwalu Teatrów Polski Północnej w Toruniu za rolę Prysypkina w spektaklu Pluskwa Władimira Majakowskiego w Teatrze Dramatycznym w Elblągu (1980)